# ويليام كوبر
ويليام كوبر (11 سبتمبر 1849 في المملكة المتحدة - 5 أبريل 1939 بملبورن في أستراليا) (بالإنجليزية: William Cooper)‏ هو لاعب كريكت أسترالي. شارك مع منتخب أستراليا الوطني للكريكت. أما مع فريق رياضي، فقد لعب مع فريق فكتوريا للكريكت.

## وصلات خارجية
- ويليام كوبر على موقع إي آس بي آن كريك إنفو (الإنجليزية)